# Major League Rugby (2020)
Major League Rugby (2020) – trzeci sezon Major League Rugby, zawodowej ligi rugby union w Ameryce Północnej, rozgrywany w 2020 z udziałem 12 drużyn, przerwany w wyniku pandemii COVID-19 i zakończony bez rozstrzygnięcia.

## Przebieg i przerwanie rozgrywek
W sezonie 2020 liczba drużyn uczestniczących w Major League Rugby wzrosła z dziewięciu do dwunastu (dołączyły nowe ekipy z Bostonu, Waszyngtonu i Atlanty). W fazie zasadniczej drużyny po raz pierwszy w historii ligi podzielono na dwie konferencje, wschodnią i zachodnią. W lidze pojawiły się też gwiazdy światowego rugby, takie jak Mathieu Bastareaud, Maʻa Nonu czy Tendai Mtawarira.
Rozgrywki rozpoczęto 8 lutego 2020. Po rozegraniu pięciu kolejek spotkań fazy zasadniczej władze ligi ogłosiły przerwanie rozgrywek z powodu rozszerzającej się pandemii COVID-19, początkowo poprzez ich zawieszenie na okres 30 dni. Tydzień później zdecydowano o rezygnacji z dokończenia sezonu i anulowaniu pozostałych do rozegrania meczów. Władze ligi zaplanowały jednak dla kibiców transmisje na żywo spotkań rozgrywanych między zawodnikami klubów uczestniczących w rozgrywkach w grze komputerowej – symulatorze gry w rugby union, zbierając przy tym fundusze na walkę z epidemią.
Po anulowaniu sezonu z ligi wycofała się drużyna Colorado Raptors, finalista z pierwszego sezonu rozgrywek.

## System rozgrywek
Rozgrywki miały składać się z dwóch części: rundy zasadniczej oraz pucharowej. Drużyny podzielono na dwie konferencje po sześć zespołów: wschodnią i zachodnią. Każda drużyna miała rozegrać mecz i rewanż z drużynami z tej samej konferencji oraz po jednym meczu z drużynami z drugiej konferencji. Powiększona miała być także o jeden etap faza play-off: w pierwszym etapie miały grać ze sobą druga i trzecia drużyna z każdej konferencji, a zwycięzcy tych spotkań mieli spotkać się w finale konferencji z drużyną z czoła tabeli. Zwycięzcy finałów konferencji mieli grać w finale ligi.
O kolejności zespołów w tabeli ligowej miała decydować w pierwszej kolejności liczba punktów zdobyte w rozgrywkach: cztery za zwycięstwo, dwa za remis, zero za porażkę oraz po jednym punkcie bonusowym za zdobycie w meczu co najmniej 4 przyłożeń i za porażkę nie wyższą niż 7 punktami. Jeśli liczba punktów była równa, o pozycji w tabeli decydowały kolejno liczba zwycięstw w rozgrywkach, bilans punktów meczowych, liczba zdobytych przyłożeń, bilans przyłożeń, losowanie. 

## Uczestnicy rozgrywek
Lista drużyn uczestniczących w rozgrywkach Major League Rugby w 2020 (w kolorze zielonym wiersze z drużynami startującymi w lidze po raz pierwszy):
| Klub                   | Metropolia (stan)      | Kraj              | Konferencja | Uwagi                                                         |
| ---------------------- | ---------------------- | ----------------- | ----------- | ------------------------------------------------------------- |
| Austin Gilgronis       | Austin (Teksas)        | Stany Zjednoczone | zachodnia   | W poprzednich sezonach drużyna nosiła nazwę Austin Elite.     |
| Colorado Raptors       | Denver (Kolorado)      | Stany Zjednoczone | zachodnia   | W poprzednich sezonach drużyna nosiła nazwę Glendale Raptors. |
| Houston SaberCats      | Houston (Teksas)       | Stany Zjednoczone | zachodnia   |                                                               |
| New England Free Jacks | Boston (Massachusetts) | Stany Zjednoczone | wschodnia   |                                                               |
| NOLA Gold              | Nowy Orlean (Luizjana) | Stany Zjednoczone | wschodnia   |                                                               |
| Old Glory DC           | Waszyngton             | Stany Zjednoczone | wschodnia   |                                                               |
| Rugby ATL              | Atlanta (Georgia)      | Stany Zjednoczone | wschodnia   |                                                               |
| Rugby United New York  | Nowy Jork (Nowy Jork)  | Stany Zjednoczone | wschodnia   |                                                               |
| San Diego Legion       | San Diego (Kalifornia) | Stany Zjednoczone | zachodnia   |                                                               |
| Seattle Seawolves      | Seattle (Waszyngton)   | Stany Zjednoczone | zachodnia   |                                                               |
| Toronto Arrows         | Toronto (Ontario)      | Kanada            | wschodnia   |                                                               |
| Utah Warriors          | Salt Lake City (Utah)  | Stany Zjednoczone | zachodnia   |                                                               |

Mapa lokalizacyjna drużyn uczestniczących w rozgrywkach w 2020:

## Runda zasadnicza
Wyniki spotkań (w kolorze niebieskim drużyny z konferencji zachodnie, w kolorze czerwonym drużyny z konferencji wschodniej):
|                        | Austin Gilgronis | Colorado Raptors | Houston SaberCats | San Diego Legion | Seattle Seawolves | Utah Warriors | New England Free Jacks | NOLA Gold | Old Glory DC | Rugby ATL | Rugby United New York | Toronto Arrows |
| Austin Gilgronis       | –                |                  |                   |                  |                   | 20:20         |                        |           | 19:28        |           |                       | 10:38          |
| Colorado Raptors       |                  | –                |                   |                  |                   | 22:14         |                        | 20:27     |              |           |                       | 22:19          |
| Houston SaberCats      | 20:24            | 21:12            | –                 |                  |                   |               |                        |           | 13:22        |           | 23:31                 |                |
| San Diego Legion       |                  | 49:22            |                   | –                | 33:24             |               | 30:21                  |           |              |           | 24:20                 |                |
| Seattle Seawolves      |                  |                  |                   |                  | –                 | 31:33         | 44:29                  |           |              |           |                       | 17:39          |
| Utah Warriors          |                  |                  |                   |                  |                   | –             | 39:33                  |           |              |           |                       |                |
| New England Free Jacks |                  |                  |                   |                  |                   |               | –                      |           |              |           | 34:13                 |                |
| NOLA Gold              |                  |                  |                   | 21:25            |                   |               | 31:22                  | –         | 46:13        | 10:22     |                       |                |
| Old Glory DC           |                  |                  |                   |                  | 28:22             |               |                        |           | –            | 31:29     |                       |                |
| Rugby ATL              |                  |                  |                   |                  |                   | 28:19         |                        |           |              | –         | 19:22                 | 18:28          |
| Rugby United New York  | 49:31            |                  |                   |                  |                   |               |                        |           |              |           | –                     |                |
| Toronto Arrows         |                  |                  | 27:22             |                  |                   |               |                        |           |              |           |                       | –              |

Tabele konferencji w chwili przerwania rozgrywek:
| Konferencja zachodnia | Konferencja zachodnia | Konferencja zachodnia | Konferencja zachodnia | Konferencja zachodnia | Konferencja zachodnia | Konferencja zachodnia | Konferencja zachodnia | Konferencja zachodnia |
| Pozycja               | Drużyna               | Mecze                 | Wygrane               | Remisy                | Porażki               | Bilans punktów        | Punkty bonusowe       | Punkty razem          |
| --------------------- | --------------------- | --------------------- | --------------------- | --------------------- | --------------------- | --------------------- | --------------------- | --------------------- |
| 1.                    | San Diego Legion      | 5                     | 5                     | 0                     | 0                     | +53                   | 3                     | 23                    |
| 2.                    | Utah Warriors         | 5                     | 2                     | 1                     | 2                     | –9                    | 2                     | 12                    |
| 3.                    | Colorado Raptors      | 5                     | 2                     | 0                     | 3                     | –32                   | 1                     | 9                     |
| 4.                    | Seattle Seawolves     | 5                     | 1                     | 0                     | 4                     | –24                   | 4                     | 8                     |
| 5.                    | Austin Gilgronis      | 5                     | 1                     | 1                     | 3                     | –51                   | 1                     | 7                     |
| 6.                    | Houston SaberCats     | 5                     | 1                     | 0                     | 4                     | –17                   | 2                     | 6                     |

| Konferencja wschodnia | Konferencja wschodnia | Konferencja wschodnia | Konferencja wschodnia | Konferencja wschodnia | Konferencja wschodnia | Konferencja wschodnia | Konferencja wschodnia | Konferencja wschodnia |
| Pozycja               | Drużyna               | Mecze                 | Wygrane               | Remisy                | Porażki               | Bilans punktów        | Punkty bonusowe       | Punkty razem          |
| --------------------- | --------------------- | --------------------- | --------------------- | --------------------- | --------------------- | --------------------- | --------------------- | --------------------- |
| 1.                    | Toronto Arrows        | 5                     | 4                     | 0                     | 1                     | +62                   | 3                     | 19                    |
| 2.                    | Old Glory DC          | 5                     | 4                     | 0                     | 1                     | –7                    | 1                     | 17                    |
| 3.                    | NOLA Gold             | 5                     | 3                     | 0                     | 2                     | +33                   | 4                     | 16                    |
| 4.                    | Rugby United New York | 5                     | 3                     | 0                     | 2                     | +5                    | 3                     | 15                    |
| 5.                    | Rugby ATL             | 5                     | 2                     | 0                     | 3                     | +6                    | 4                     | 12                    |
| 6.                    | Houston SaberCats     | 5                     | 1                     | 0                     | 4                     | –19                   | 6                     | 10                    |

## Statystyki ligi
Najskuteczniejszym zawodnikiem ligi był Jason Robertson z drużyny Old Glory DC, który zdobył 67 punktów, natomiast najwięcej przyłożeń (5) zdobył Riekert Hattingh z Seattle Seawolves. 